# Абу Яхья Абу Бакр I ибн Абд ар-Рахман
Абу Бакр I (или Абу Яхья Абу Бакр I ибн Абд ар-Рахман аш-Шахид, араб. أبو يحيى أبو بكر الشهيد‎, ум. 1309) — восьмой правитель государства Хафсидов в Ифрикии в 1309 году, седьмой халиф Хафсидов. Правил всего 17 дней в 1309 году.

## Биография
Абу Бакр был сыном Абу Фариса ибн Ибрахима и внуком халифа Ибрахима I, он правил Тунисом всего 17 дней в 1309 году.
Халиф Туниса Абу Абдалла Мухаммад II аль-Мустансир умер в 1309 году, и, в соответствии с договором, подписанным им с его племянником Абуль-Бакой Халидом, эмиром Беджаи, тот должен был быть провозглашён халифом. Однако шейхи Альмохадов из Туниса возвели на трон Абу Бакра. Тем не менее, через 17 дней он был низложен Абуль-Бакой, который прибыл с армией из Беджаи:126-7.